# Siatka na zakupy

Siatka z zakupami

Siatka na zakupy – rodzaj torby, używanej w gospodarstwie domowym, sporządzonej z zaplecionych naturalnych lub sztucznych nici (cienkich sznurków lub żyłek). Splot ten ma oczka wielkości kilku centymetrów, dostatecznie małe, by z siatki nie wypadały typowe przedmioty przynoszone ze sklepu, a jednocześnie na tyle duże, że czynią taką siatkę lekką i wygodną do przenoszenia wówczas, kiedy jest pusta.
W Rosji siatkę na zakupy nazywano „awośka” (авоська), spolszczane czasami na „anużka” (od frazy „a nuż coś rzucą” – źródłósłów rosyjski jest identyczny).
Współcześnie do przenoszenia zakupów częściej wykorzystywane są torby z cienkiego polietylenu, zwane w Polsce "reklamówkami", tańsze i lżejsze także od siatek.